# Heliconia marginata
Heliconia marginata är en enhjärtbladig växtart som först beskrevs av Robert Fiske Griggs, och fick sitt nu gällande namn av Henri François Pittier. Heliconia marginata ingår i släktet Heliconia och familjen Heliconiaceae. Inga underarter finns listade.